# Sergej Lukjaněnko

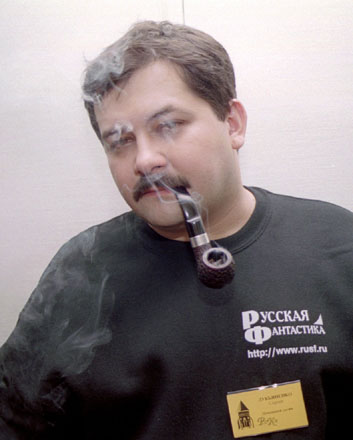
Sergej Lukjaněnko

Sergej Vasiljevič Lukjaněnko (rusky Серге́й Васи́льевич Лукья́ненко; * 11. dubna 1968, Karatau, Kazachstán, Sovětský svaz) je známý ruský spisovatel, autor převážně fantastických románů a povídek. V České republice je známý především cyklem románů Hlídka, který vychází od roku 2005.

## Životopis
První fantastická povídka s názvem Porucha (Нарушение) mu vyšla v časopise Záře (Заря) v roce 1988. Zpočátku byla v jeho dílech patrná inspirace ruským autorem Vladislavem Krapivinem nebo Američanem Robertem A. Heinleinem, rychle však našel svůj vlastní styl. V roce 1990 dokončil Státní lékařský institut v Alma Atě se specializací lékař-terapeut, začal pracovat jako psychiatr a potom se stal zástupcem šéfredaktora časopisu Světy (Миры). Známým se stal díky svým románům Rytíři čtyřiceti ostrovů (Рыцари Сорока Островов) a Atomový sen (Атомный сон). Od roku 1993 (někdy se uvádí 1995) se věnuje výhradně psaní. V roce 1996 se přestěhoval do Moskvy, kde od té doby trvale žije. Je držitelem celé řady literárních cen, včetně nejprestižnější ruské ceny Aelity, udělované za největší přínos k rozvoji fantastických žánrů. Je ženatý a má jednoho syna.

## Postoj k ruské invazi na Ukrajinu
Lukjaněnko jako první signatář spolu s dalšími spisovateli (celkem 80) podepsal dopis podporující ruskou invazi na Ukrajinu a Vladimira Putina. V dopise spisovatelé konstatují, že „milují ukrajinský národ a chtějí, aby Ukrajina byla nezávislou, svobodnou a vzkvétající zemí,“ a že „pokud by Rusko nezasáhlo, nacisté by nadále pochodovali po Kyjevu a vraždili novináře, učitelé ruštiny by seděli ve vězeních, ti co upálili lidi v Oděse, by nebyli potrestáni a Rusku by hrozila banderovská špinavá atomová bomba.“ Vyčítá „Západem podporovaným banderovcům“ jejich oběti, věří v odplatu a označuje invazi za „speciální operaci“ s cílem „denacifikovat a demilitarizovat Ukrajinu.“ Postup ruské armády označuje dopis za „jasný, profesionální a obětavý“ a „bez odplaty těm, kdo umožnili militarizaci Ukrajiny,“ se podle něj „Ukrajina nemůže vrátit k normálnímu, konstruktivnímu životu.“
České nakladatelství Argo se 11. března 2022 v reakci na Lukjaněnkovo schvalování ruské invaze na Ukrajinu od spisovatele distancovalo a oznámilo, že s okamžitou platností přestává vydávat jeho knihy a že výtěžek z jeho už vydaných knih půjde na sbírku „Pomoc Ukrajině“ společnosti Post Bellum. Spisovatel k tomu uvedl, že „nakladatelství má právo ho nevydávat a že autoři zase mají právo na své názory a nejsou povinni sdílet cizí politický postoj, jinak by to nebylo dílo spisovatele, ale práce najatého klauna“. Vyčetl České republice „aktivní protiruský postoj“ a uvedl, že si všichni pamatují, „jak nám tam bourali pomníky…, jak se zacházelo s hroby našich vojáků“, a že „projevy nacismu zapustily kořeny a dál vzkvétají“. Zalitoval, že „naše země při osvobozování Prahy ztratila 300 tisíc vojáků a snažila se pomoci a zachovat všechny památky,“ vyčetl Čechům „nedostatek vděčnosti“ a vyslovil podezření, že „německou nadvládu nepovažovali za okupaci a žilo se jim dobře, když vyráběli vybavení pro wehrmacht.“ Použití příjmů z jeho knih na pomoc „kyjevskému režimu“ označil za „urážlivé“ a uvedl, že si myslí, že to je nezákonné a že si promluví se svým literárním agentem o tom, „jak je to vůbec možné ve společnosti, která si říká legální,“ a že jim „pravděpodobně sám zakáže publikovat své knihy.“

## Dílo
Česky vydaná díla jsou vyznačena tučně.
cyklus Rytíři čtyřiceti ostrovů
- Rytíři čtyřiceti ostrovů (Рыцари Сорока Островов), román, 1992, česky poprvé 2012 (ISBN 978-80-7387-542-8)

cyklus Hranice snů
- Hranice snů (Линия грёз), román, 1996, česky poprvé 2005 (ISBN 80-7254-585-X)
- Vládcové iluzí (Императоры иллюзий), román, 1996, česky poprvé 2005 (ISBN 80-7254-651-1)
- Stíny snů (Тени снов), povídka, 1998, česky 2005 společně s Vládci iluzí (ISBN 80-7254-651-1)

cyklus Hvězdy, ty studené hračky
- Hvězdy, ty studené hračky (Звёзды — холодные игрушки), román, 1997, česky poprvé 2006 (ISBN 80-7254-847-6)
- Svět stínu (Звёздная тень), román, 1998, česky poprvé 2007, (ISBN 978-80-7254-943-6)(Triton) (ISBN 978-80-7203-865-7)(Argo)

cyklus Bludiště odrazů
- Bludiště odrazů (Лабиринт отражений), román, 1997, česky poprvé 2007 (ISBN 978-80-7254-973-3)
- Lživá zrcadla (Фальшивые зеркала), román, 1999, česky poprvé 2008 (ISBN 978-80-7254-999-3)
- Průhledné vitráže (Прозрачные витражи), povídka, 2000, česky vyšlo společně s románem Lživá zrcadla

cyklus Lord z planety Země
- Princezna stojí za smrt (Принцесса стоит смерти), povídka, 1996
- Planeta, která není (Планета, которой нет), román, 1996
- Skleněné moře (Стеклянное море), román, 1996
- Lord z planety Země, souborné vydání cyklu Lord z planety Země (Princezna stojí za smrt, Neexistující planeta, Skleněné moře), česky poprvé 2009 (ISBN 978-80-7387-326-4)

cyklus Hledači nebe
- Chladné břehy (Холодные берега), román, 1998, česky poprvé 2012 (ISBN 978-80-7387-552-7)
- Nadchází ráno (Близится утро), román, 2000, česky poprvé 2012 (ISBN 978-80-257-0667-1)

cyklus Hlídka
- Noční hlídka (Ночной Дозор), román, 1998, česky poprvé 2005 (ISBN 80-7254-671-6 Triton, ISBN 80-7203-686-6 Argo)
- Denní hlídka (Дневной Дозор), román, 2000, česky poprvé 2005 (ISBN 80-7254-723-2 Triton, ISBN 80-7203-720-X Argo), napsáno společně s Vladimirem Vasiljevem
- Šerá hlídka (Сумеречный Дозор), román, 2003, česky poprvé 2005 (ISBN 80-7254-724-0)
- Temná hlídka (Лик Чёрной Пальмиры), román, 2004, česky poprvé 2006 (ISBN 80-7254-804-2), patří do cyklu Hlídka, ale autorem je Vladimir Vasiljev
- Poslední hlídka (Последний Дозор), román, 2005, česky poprvé 2006 (ISBN 80-7254-895-6)
- Nová hlídka (Новый Дозор),román, 2012, česky poprvé 2012 (ISBN 978-80-7387-612-8)
- Šestá hlídka (Шестой Дозор), román, 2014, česky poprvé 2017 (ISBN 978-80-7553-265-7)

cyklus Genom
- Genom (Геном), román, 1999, česky poprvé 2015 (ISBN 978-80-7387-904-4)
- Tance na sněhu (Танцы на снегу), román, 2001, česky poprvé 2015 (ISBN 978-80-7387-932-7), prequel ke knize Genom

cyklus Pohraničí
- Stráž (Застава), román, 2013, česky poprvé 2016 (ISBN 978-80-7553-030-1)
- Reverz (Реверс), román, 2014, česky poprvé 2018 (ISBN 978-80-7553-328-9), napsáno společně s Alexandrem Gromovem

ostatní
- Chlapec a tma (Мальчик и Тьма), román, 1997
- Ostrov Rusko (Остров Русь), román, 1997, napsaný společně s Juliem Burkinem (sestává z povídek Ostrov Rusko (Остров Русь), Dneska, mami! (Сегодня, мама!) a Car, carevič, král, králevic… (Царь, царевич, король, королевич…)
- Podzimní návštěvy (Осенние визиты), román, 1997
- Zlá doba pro draky (Не время для драконов), román, 1997, česky poprvé 2010 (ISBN 978-80-7387-420-9), napsáno společně s Nikem Perumovem
- Spektrum (Спектр), román, 2002, česky poprvé 2005 (ISBN 80-86328-77-5)
- Krédo (Кредо), povídka, 2004, sbírka Průvodce odtud
- Nanečisto (Черновик), román, 2005, česky poprvé 2008 (ISBN 978-80-7387-154-3)
- Načisto (Чистовик), román, 2007, česky poprvé 2010 (ISBN 978-80-7387-373-8)
- Trix Solier - Čarodějův učeň (Недотёпа,Непоседа), román, 2009,2010, česky poprvé 2010 (ISBN 80-7176-296-2)
- Konkurenti (Конкуренты), román, 2008, česky poprvé 2012 (ISBN 978-80-7387-631-9)
- Kvazi (Кваzи), román, 2016, česky poprvé 2018 (ISBN 978-80-257-2633-4)
- Potměšilý román (Плутовский роман – pracovní název), připravuje se

## Filmová zpracování
- Noční hlídka (Ночной Дозор) – film podle stejnojmenného románu, ruská premiéra 8. července 2004, režie Timur Bekmambetov.[5]
- Denní hlídka (Дневной Дозор) – pokračování Noční hlídky podle stejnojmenného románu, ruská premiéra 1. ledna 2006, režie Timur Bekmambetov.[6]
- Aziris Nuna (Азирис Нуна) – podle povídky Dneska, mami!, ruská premiéra 16. března 2006, režie Oleg Kompasov.[7]
- Nanečisto (Черновик) – ruská premiéra 25. května 2018, režie Sergej Mokrickij